# Parafiada Archidiecezji Gnieźnieńskiej
Parafiada Archidiecezji Gnieźnieńskiej – cykliczna impreza sportowo-wiedzowo-muzyczna organizowana przez duszpasterza sportu Archidiecezji Gnieźnieńskiej ks. Dariusza Żochowskiego w Inowrocławiu. Nagrodą główną jest Puchar Arcybiskupa Metropolity Gnieźnieńskiego Prymasa Polski i Prezydenta Miasta Inowrocławia. Od 2005 roku gromadzi wielu zawodników na dwudniowych konkurencjach sportowych, a także konkursie biblijnym i Festiwalu Piosenki Religijnej.

## Historia
3 maja 2005 roku odbyła się pierwsza Parafiada. Zgromadziła ona 14 parafii z całej diecezji(ale żadnej z Gniezna). Zwycięzcą okazała się parafia św. Mikołaja ze Sławna, która otrzymała ornat. Parafia, która zajęła drugie miejsce otrzymała komplet bielizny liturgicznej, a za trzecie miejsce książki. Rok później, w drugiej Parafiadzie wzięło udział 18 parafii, wśród nich znalazła się pierwsza gnieźnieńska parafia – parafia Świętej Trójcy(fara). Zwycięzcą ponownie została parafia św. Mikołaja ze Sławna. W 2007 roku Parafiada stała się dwudniową imprezą. Jej uroczystego otwarcia dokonał bp Wojciech Polak. Wzięło w niej udział 25 parafii, wśród których trzeci raz z rzędu okazała się parafia ze Sławna. Rok później IV Parafiada zgromadziła 35 parafii całej archidiecezji. Ponownie na najwyższym stopniu podium stanęła parafia św. Mikołaja ze Sławna. Nagrody za miejsca na podium ufundował abp Henryk Muszyński metropolita gnieźnieński. Były to: I miejsce – kielich mszalny, II miejsce – ornat, III miejsce – komplet bielizny kielichowej. W V Parafiadzie wzięło udział 30 parafii. Została ona pierwszy raz poszerzona o konkurs muzyczny – Festiwal Piosenki Religijnej i konkurs intelektualny – wiedzy biblijnej. Nagrody za trzy pierwsze miejsca zostały ufundowane przez gnieźnieńskich biskupów, były to: za I miejsce – kielich mszalny, za II miejsce – ornat, a za III miejsce – komplet lekcjonarzy mszalnych. Zwycięzcami znów okazali się reprezentanci parafii ze Sławna. Rozdawaniu nagród towarzyszył koncert laureatów festiwalu. VI Parafiada, która odbyła się 2–3 maja zgromadziła 35 parafii. Z powodu deszczowej pogody, która towarzyszyła zawodnikom drugiego dnia, wszystkie konkurencje, a także rozdanie nagród zostały przeniesione do hali widowiskowo-sportowej. Nagrody za miejsca na podium, wzorem ubiegłego roku ufundowali gnieźnieńscy biskupi – za I miejsce kielich mszalny, za II mszał, a za III kapę. Zwycięzcą szósty raz z rzędu została parafia św. Mikołaja. Jednak na podium, a dokładnie na drugim miejscu, pierwszy raz w historii imprezy stanęła gnieźnieńska parafia – Parafia bł. Michała Kozala. Pierwszy raz także doszło do zmian w klasyfikacji generalnej po zakończeniu Parafiady, kiedy to po dyskwalifikacji drużyn piłkarskich jednej z parafii, straciła ona II. miejsce na rzecz parafii z Gniezna. W dniach 2–3 maja 2011 roku odbyła się VII już Parafiada, w której wzięło udział 31 parafii. Miejsce konkursu biblijnego zajął w tym roku konkurs wiedzy o Janie Pawle II. Uatrakcyjnieniem rozgrywek sportowych były natomiast specjalne konkursy, które nie wliczały się do ogólnej klasyfikacji. W tym roku po raz pierwszy zwycięstwo odniosła Parafia bł. Michała Kozala z Gniezna, pokonując dotychczasowych sześciokrotnych finalistów – Parafię św. Mikołaja ze Sławna. Zwycięzcy otrzymali złoty ornat, ufundowany przez abp Józefa Kowalczyka, parafia ze Sławna mszał ufundowany przez bp Bogdana Wojtusia, natomiast Parafia św. Ducha z Inowrocławia, która zajęła III miejsce, zdobyła zestaw ampułek oraz ewangeliarz, ufundowany przez bp Wojciecha Polaka.
W 2012 r. na najwyższy stopień podium wróciła parafia ze Sławna.

## Stały plan imprezy

### Miejsca rozgrywania dyscyplin
- Hala Widowiskowo-Sportowa – miejsce rozgrywania meczów piłki siatkowej, tenisa stołowego oraz ścianki wspinaczkowej. Tutaj też, w zależności od pogody odbywa się koncert laureatów części muzycznej oraz rozdanie nagród.
- Stadiony Miejskie – to miejsca, gdzie odbywają się pojedynki piłki nożnej, piłki koszykowej(streetball’u) oraz biegów przełajowych.
- Kryta Pływalnia „Delfin” oraz Basen Odkryty – miejsca rozgrywania zawodów pływackich.
- Sala koncertowa Szkoły Muzycznej – miejsce, gdzie odbywa się Przegląd Piosenki Religijnej.
- Muszla koncertowa w Parku Solankowym – miejsce rozdania nagród i koncertu laureatów „Przeglądu Piosenki Religijnej”
- Gimnazjum nr 3 im. 4. Kujawskiego Pułku Artylerii Lekkiej – miejsce, gdzie odbywa się konkurs wiedzy religijnej[4].

### Plan Parafiady
Pierwszego dnia Parafiady odbywają się mecze fazy grupowej wszystkich dyscyplin drużynowych oraz tenisa stołowego. Drugiego dnia mają miejsce rozgrywki finałowe konkurencji drużynowych oraz dyscypliny indywidualne – pływanie, biegi przełajowe oraz ścianka wspinaczkowa. Odbywa się także konkurs wiedzy religijnej. Po ich zakończeniu ma miejsce koncert laureatów muzycznych oraz rozdanie nagród we wszystkich konkurencjach i dyscyplinach. Od 2010 roku pierwsze sześć parafii otrzymuje puchary, a trzy pierwsze dodatkowo nagrody rzeczowe, fundowane przez biskupów gnieźnieńskich.